# Àtila ullblanc
L'àtila ullblanc (Attila bolivianus) és un ocell de la família dels tirànids (Tyrannidae).

## Hàbitat i distribució
Habita els boscos de ribera i pantans de l’est dels Andes a l'extrem sud-est de Colòmbia, est del Perú, nord i est de Bolívia i Amazònia i sud-oest del Brasil.